# Radikal 186
Radikal 186 mit der Bedeutung „Duft“ ist eines von elf der 214 traditionellen Radikale der chinesischen Schrift, die mit neun Strichen geschrieben werden.
Mit sechs Zeichenverbindungen in Mathews’ Chinese-English Dictionary gibt es sehr wenige Schriftzeichen, die unter diesem Radikal im Lexikon zu finden sind.
Das Radikal Duft nimmt nur in der Langzeichen-Liste traditioneller Radikale, die aus 214 Radikalen besteht, die 186. Position ein. In modernen Kurzzeichen-Wörterbüchern kann es sich an ganz anderer Stelle finden. Im Neuen chinesisch-deutschen Wörterbuch aus der Volksrepublik China steht es zum Beispiel an 215. Stelle.
Das vereinfachte Zeichen für „süß“ (Radikal 99) vereint mit dem Zeichen Hirse (Radikal 115) in einem Piktogramm erzeugt die Vorstellung eines wohlriechenden Duftes, den die Hirse während der Gärung absondert.
Räucherstäbchen werden in allen asiatischen Ländern im Buddhismus, Hinduismus, Konfuzianismus und Daoismus in Tempeln, bei Zeremonien und Meditationen verwendet. Dem Rauch wird dabei eine reinigende Wirkung zugesprochen.
Mit diesem Schriftzeichen wird auch der Name des chinesischen Sonderverwaltungsgebietes Hongkong geschrieben: 香港 (Kantonesisch: Hong Kong, Pinyin: Xianggang) bedeutet „duftender Hafen“.

## Schriftzeichenverbindungen, die vom Radikal 186 regiert werden
| Striche | Zeichen  |
| ------- | -------- |
| +0      | 香       |
| +04     | 馚       |
| +05     | 馛 馜 馝 |
| +07     | 馞 馟 馠 |
| +08     | 馡 馢 馣 |
| +09     | 馤 馥    |
| +10     | 馦 馧    |
| +11     | 馨       |
| +12     | 馩       |
| +14     | 馪       |
| +18     | 馫       |

 Im Unicodeblock Kangxi-Radikale ist das Radikal 186 unter der Codepointnummer 12.217 (U+2FB9) codiert.